# 静岡朝日テレビ
株式会社静岡朝日テレビ（しずおかあさひテレビ、Shizuoka Asahi Television Co., Ltd.）は、静岡県を放送対象地域としたテレビジョン放送事業を行っている、特定地上基幹放送事業者。略称はSATV （Shizuoka Asahi TeleVision）。テレビ朝日系列フルネットの放送局。

## 概要
1978年（昭和53年）7月1日、弁護士の鈴木信雄を社長として、静岡県内で3局目（アナログUHFでは2局目）の民放テレビ局として開局。系列新聞は朝日新聞と中日新聞。テレビ朝日をキー局とするANN系列に属する。
旧社名は静岡県民放送（愛称：静岡けんみんテレビ）で、1993年（平成5年）10月1日に現社名に変更された。開局から1年間はANN系列と日本テレビ系列（NNN）のクロスネット局だったが、静岡第一テレビ（SDT）開局以降はANN系列に1本化。わずかながら、テレビ東京系列局の番組も現在でも番販扱いで放送されている。
コールサインはJOSI-DTV。リモコンキーIDは5である。本社所在地は静岡市葵区東町（あずまちょう）。在静の放送局では、浜松市中央区に本社・演奏所を置く静岡エフエム放送（K-MIX）及びコミュニティーFM局（一部を除く）以外は静岡市に本社・演奏所（NHKは局舎）を置いているが、その中でコミュニティーFM局を除くと唯一静岡市葵区に本社・演奏所を置く放送局である（他局は静岡市駿河区に本社・演奏所、局舎を置いている。
2018年（平成30年）に開局40周年を迎えた。キャッチコピーは「テレベンチャー!」。
1980年（昭和55年）に放送が開始された土曜早朝の情報ワイド番組『おはようしずおか』以来、地元密着の情報番組制作に力を入れている。この流れは2000年（平成12年）に放送を開始した夕方の情報ワイド番組『とびっきり!しずおか』に引き継がれ、現在に至っている。近年では『霜降り明星のあてみなげ』などのバラエティ番組の制作にも力を入れており、2023年（令和5年）現在では県内民放の中では自社制作番組の比率が1番多い。
『エンジョイDIY』に林マヤが出演していたことから、さわやか五郎（上々軍団）などアップフロント系列の芸人（元所属を含む）の起用が目立つ。

## 本社・支社・支局
- 本社 - 静岡県静岡市葵区東町15番地
- 東京支社 - 東京都港区芝公園1丁目2番8号 AMANO芝公園ビル 6階
- 関西支社 - 大阪府大阪市西区江戸堀1丁目2番11号 大同生命南館 10階
- 名古屋支社 - 愛知県名古屋市東区泉1丁目23番36号 NBN泉ビル 6階
- 浜松総支社 - 静岡県浜松市中央区中央1丁目2番1号 イーステージ浜松オフィス棟 3階
- 東部総支社 - 静岡県沼津市大手町1丁目1番6号 イーラ de 3階

## 沿革
- 1973年（昭和48年）
  - 10月5日 郵政省（現・総務省）が静岡県を放送区域とする民放テレビ第3波を割り当て。静岡地区では274件の免許申請があった[5]。
- 1976年（昭和51年）
  - 9月24日 予備免許取得。
  - 11月19日 静岡県民放送株式会社設立。
- 1978年（昭和53年）
  - 4月21日 アナログ放送試験電波を発射。
  - 6月15日 アナログ放送のサービス放送を開始。
  - 7月1日 愛称を静岡けんみんテレビ（通称・けんみんテレビ）[注 4]として、アナログ放送の本放送を開始 。シンボルマークはお茶の葉をイメージしたデザインのシンボルマークを使用。

当時はテレビ朝日系列と日本テレビ系列とのクロスネットで、ANNとNNN双方に加盟していた。また、この年に限り第1回となる『24時間テレビ』に参加。
- 1979年（昭和54年）
  - 7月1日 静岡第一テレビの開局によりNNNから離脱し、ANN系列のフルネット局となる。
- 1980年（昭和55年）
  - 4月19日 『おはようしずおか730（おはようしずおか）』が開始（2000年（平成12年）3月25日まで）。
- 1990年（平成2年）
  - 8月1日 音声多重放送開始。静岡県内のテレビ局では最も遅れた[注 5][注 6]。
- 1993年（平成5年）
  - 10月1日 社名を、株式会社静岡朝日テレビ（SATV）に変更と同時に、当時のイメージキャラクターであった「アーサー」（ケツァールをイメージした鳥）を図案化（青い渦巻きに三つの青いノコギリ線（その内右上の線は赤色）したものをシンボルマークとして、使用開始した。

- 1998年（平成10年）
  - 3月 データ放送を開始。

社名変更時から使われているロゴ　現在はニュースサイトなどで使用　SATVの文字はこの上に表記。

  - 7月1日 静岡市（葵区）東町に新社屋が完成し、同市（葵区）七間町の旧社屋から移転。同時に主調整室（マスター）を更新。
  - 9月 社史『明日へ翔ぶ 静岡朝日テレビ二十年史』（二十年史編集事務局 編集、395ページ）を刊行。
- 2005年（平成17年）
  - 3月25日 デジタル放送の試験電波を初めて発射。
  - 3月28日 エリア内視聴者向けに局の愛称を「あさひテレビ」に変更。新聞、テレビ情報誌の表記も同時に変更（なお、これはあくまで静岡県内の視聴者向け愛称であり、対外・全国向け表記及び同年11月1日に開始した地上デジタルテレビ放送のEPGは他の系列局[注 7]との混同防止のため、従来通り正式社名の「静岡朝日テレビ」を使用している）。
  - 9月12日 デジタル放送のサービス放送を開始。
  - 11月1日 テレビ静岡（SUT）、静岡第一テレビ（SDT）と同時に、デジタル放送の本放送を開始。
- 2006年（平成18年）
  - 3月27日 『とびっきり!しずおか』、ニュース映像など自社制作の一部でハイビジョン制作を開始（県内テレビ局では最も遅い）。
  - 4月1日 ワンセグの本放送を開始。
- 2011年（平成23年）
  - 7月24日 アナログ放送終了。
- 2015年（平成27年）
  - 1月30日 若手社員によるWEB放送局・SunSetTVを開局[6]。
- 2017年（平成29年）
  - 3月、テレビ朝日ホールディングスによる持分法適用関連会社化（東日本放送、福島放送も同様）[注 8][8]。
- 2018年（平成30年）
  - 9月、本社隣接地に別館が竣工[9]。この敷地にはかつて、静岡三菱ふそう自動車販売（2006年3月1日に三菱ふそうトラック・バスに吸収合併[10]）の本社ビルがあった。
- 2020年（令和2年）
  - 2月21日、新型コロナウイルス感染症の影響で、3月8日に開催を予定していた「静岡マラソン2020」の開催中止を発表。前日・当日に予定していた番組は中止となり、「とびっきり!しずおか」で実施の新人アナウンサー・スミス春子を起用した「スミス春子 静岡マラソンへの道」も途中打ち切りを余儀なくされた[11]。
  - 9月28日、新聞のテレビ欄の表記が正式社名と同じ「静岡朝日テレビ」に変更された。
- 2021年（令和3年）
  - 4月1日、正式なロゴマークとしてシンボルマーク「□SATV」を制定。中心から左側寄りのブラウン管テレビの枠の上にマゼンタ色（キー局（テレビ朝日）と同じ色）のフォントで「SATV」と表記されたロゴマークとなっている。このうち「SA」は枠の中に入り、「T」は少し被った形で、「V」は枠の外となっている。
  - 4月4日、『とびっきり!しずおか』の日曜版、「とびっきり!サンデー」（現在のタイトルは『とびっきり!しずおか日曜版』）が開始。全曜日で自社制作番組かつ、同一タイトルで放送されるのは全国でも異例である。
  - 10月4日、終夜放送を開始（静岡民放では2番目）。
- 2022年（令和4年）
  - 4月4日、ビデオリサーチが調査した2021年度の静岡地区の視聴率で、年度の全日帯（午前6時〜深夜0時）世帯平均視聴率と個人全体視聴率が開局以来初めて1位となる。（個人全体視聴率はDaiichi-TV、テレビ静岡と同率）プライム帯でも1位[12]。
- 2023年（令和5年）
  - 4月3日、ビデオリサーチが調査した2022年度（令和4年度）の静岡地区の視聴率は個人・世帯ともに全日・ゴールデン・プライムタイムで1位となり、1978年（昭和53年）の開局以来初の三冠を獲得した[13]。
  - 7月1日、開局45周年。
- 2024年（令和6年）
  - 1月4日、ビデオリサーチが調査した2023年（令和5年）の静岡地区の年間視聴率で個人・世帯とも全日・ゴールデン・プライムタイムで1位となり開局以来年間視聴率ダブル3冠を達成した[14]。
  - 4月1日、ビデオリサーチが調査した2023年度（令和5年度）の静岡地区の視聴率は個人・世帯ともに全日・ゴールデン・プライムタイムで単独1位となり、2年連続三冠を獲得した[15]。
- 2025年（令和7年）
  - 1月7日、ビデオリサーチが調査した2024年（令和6年）の静岡地区において年間視聴率で個人全体・世帯とも全日・ゴールデン・プライムタイムで単独1位となり、個人全体の三冠は2年連続（一方のDaiichi-TVはコア視聴率三冠を獲得している）[16]。

## 資本構成
企業・団体の名称、個人の肩書は当時のもの。出典：

### 2021年3月31日
| 資本金 | 発行済株式総数 | 株主数 |
| ------ | -------------- | ------ |
| 10億円 | 20,000株       | 17     |

| 株主                       | 株式数  | 比率   |
| -------------------------- | ------- | ------ |
| テレビ朝日ホールディングス | 6,330株 | 31.65% |
| 朝日新聞社                 | 3,980株 | 19.90% |
| 中日新聞社                 | 2,300株 | 11.50% |
| 日本経済新聞社             | 2,000株 | 10.00% |
| 名古屋テレビ放送           | 1,440株 | 07.20% |

## 本社社屋
七間町旧社屋
- 開局当時の社屋（静岡市葵区七間町13番地）は、興行会社静活が1972年（昭和47年）頃に建築所有していたとされている。 同局（当時は静岡県民放送）の開局準備として、1976年（昭和51年）当時は既に閉鎖され使用されていなかったこの建物を、土地込みで静活より購入。内部を改装し、1階に約75坪の制作スタジオ（開局当初はガラス張りのオープンスタジオ、情報番組の公開放送も行われた）と美術倉庫を設置、その他フロアも整備を進め、ビルの1階と2階及び4階を同社が使用。その他フロアと1階の一部はテナントに貸し出す形を取った。開局当時の本社社屋は「テレビ会館」と呼称、「街の中のテレビ局」とのキャッチフレーズも用いて、静岡市中心部にあることをアピールしていた。なお、本社移転後は「静岡朝日テレビ・青葉別館」と改称していた。
- 開局当初は1階に喫茶店（のちにレコード店 洋盤屋）、2階に多目的ホール、雑貨店（アメリカ村）、静岡コピーセンターなども入居していた。
- 1989年（平成元年）秋、報道専用スタジオを整備することとなり、社屋2階に「報道オープンスタジオ（Nスタジオ）」及び「報道副調整室（Nサブ）」を新設。これに併せて報道制作局をそれまでの4階から2階へ移転した。
- 旧社屋には、社名変更後にトリックアートを集めた美術館「アーサー美術館」が開館した。本社移転後もしばらく開館していたが、後に入館者数の伸び悩み等の事情により閉館している。映画「もののけ姫」のプロモーション活動中の宮崎駿監督が来訪したというエピソードも残されている。
- 本社移転理由のひとつに「同ビルの老朽化、耐震性がない」という問題もあったため、ビル解体の方向性が示されていたこともあり、テナントの退去が緩やかに続いた。ビル閉鎖直前にはほとんどのテナントが退去していた。
- 旧社屋は2003年（平成15年）に解体。跡地はコインパーキング（パーククラブ七間町）となっている。

東町現社屋
- 旧社屋の建物が耐震性がなかったこと、想定される東海地震も踏まえて現社屋は免震構造となっている。
- 本社社屋内には、同社メーンスタジオであるAスタジオ（255平方メートル＝約77坪[22]）と、報道専用のNスタジオの2つがある。
- 2018年（平成30年）に、本社東側の隣接地（旧：静岡三菱ふそう社屋）を取得し、新館が竣工。
- 静岡県内の放送局で唯一社員食堂が長年にわたって設置されていなかったが、2022年（令和4年）6月22日、増築された新館に開設した（一般客も利用可能）[注 11][23]。

## ネットワークの移り変わり
- 1978年（昭和53年）
  - 7月1日 日本テレビ・テレビ朝日のクロスネット局として開局。
  - 移行した割合は
  - #日本テレビがテレビ静岡7：静岡放送3
  - #テレビ朝日がテレビ静岡5：静岡放送5であった。ニュース番組は新規ネット開始である。
    - 開局から静岡第一テレビ開局に至るまでの1年間も、静岡放送とテレビ静岡は、提供スポンサーや編成などの都合上、テレビ朝日系列番組の相当数を、番組購入扱いで放送していた。

  - 10月1日 静岡放送からテレビ朝日制作の生番組（『モーニングショー』、『アフタヌーンショー』）や『ワールドプロレスリング』などのゴールデンタイム番組を移行する。
  - 生番組を含む一部番組のネット開始（＝移行）が開局3か月後となったのは静岡放送やテレビ静岡とのネット調整があったため。なおネット開始までの3か月間は、アニメ・ドラマ・ローカルニュースなど、様々な番組を放送していた。
- 1979年（昭和54年）7月1日 静岡第一テレビ開局により日本テレビの番組がSDTへ移行[注 12]。静岡放送から民間放送教育協会制作分を除いたテレビ朝日の残存番組を移行しテレビ朝日フルネット局となる。

### クロスネットから単独ネットへ
1966年（昭和41年）以降、朝日新聞社は全国朝日系テレビネットワークを構築すべく、全国各地にUHF新局の開局申請を行い、その結果他系列と相乗り（クロスネット）となる形ながらも、一応全国に朝日系のテレビ局が開局した。しかしながら1970年（昭和45年）前後の大量開局時でも静岡県では朝日系のテレビ局を開局できず、取り残された者同士の朝日新聞社・テレビ朝日陣営（テレビ太平洋）と読売新聞社・日本テレビ陣営（静岡全県テレビ）が1975年（昭和50年）以降の新局開設申請に動く事となった。朝日は中日新聞社や浜松財界などを味方につけ、浜松市に本社を置く新局の開局を目指した。浜松財界がテレビ局の開局に動いた理由の1つに、テレビの父と呼ばれる高柳健次郎の出身地であることがあった。一方の読売陣営は地元静岡新聞社や県漁協連、林業団体などを味方につけて、静岡市に本社を置く新局の開局を目指した。
1973年（昭和48年）10月5日にチャンネルプランの修正案に静岡に新しいテレビ局を設置することが盛り込まれてからは、朝日、読売を応援する陣営が次々に開局の申請書を提出するなど、出口が見えない「泥仕合」の様相を呈したため、静岡県知事や県議会も介入せざるを得なくなり、結果として朝日陣営が静岡に本社を置き、読売陣営がこれに協力する形をひとまずとる事とした。1977年（昭和52年）10月6日には小宮山重四郎郵政大臣が朝日新聞・読売新聞社長と面談し静岡県民放送を朝日新聞主導で運営する方針をとること、県内テレビ第4局の早期開設を目指し第4局は読売新聞主導の運営とする裁定案を提示し合意に至り、静岡県民放送がクロスネットの形で開局する事となった（第3局、第4局の開局の経緯は、『静岡朝日テレビ二十年史』、『静岡第一テレビ十年史』において詳細が記されている）。
なお、翌1979年（昭和54年）の静岡第一テレビ（日本テレビ系列）の開局により、このクロスネットは1年で終了する。
ちなみに、静岡第一テレビ開局までは静岡県民放送に「第2事業本部」という部署が存在した。名目上は「第3・第4局共通の問題に当たる」ための部署として設置された が、実際には静岡第一テレビの開局準備が主な業務（静岡県民放送の運営は「第1事業本部」が担当）で、静岡第一テレビ開局と同時に廃止された。
この一件を契機として、まず相乗りで新局を開局させ、その局の経営が軌道に乗った所で別途新局を開局させて袂を分かつ開局手法が、以降開局の長野県のテレビ信州（TSB。現在は日本テレビ系列のフルネット局）をはじめとして、朝日・読売両グループ間で多く行われたが、その発端はこの静岡県民放送開局に至る一連の流れであり、この手法は「静岡方式」とも呼ばれていた。
（『静岡朝日テレビ二十年史』、『静岡第一テレビ十年史』などから抜粋し一部引用、一部要約）

### クロスネット時代の番組編成
ニュース番組
朝と夜についてはNNN、昼前と夕方についてはANN、21時前については水金はANN、その他はNNNと20時台の番組に準じて放送する形であった。
一般番組
テレビ朝日系列、日本テレビ系列の両系列を完全な均等比率にて編成するところまではいかなかったようであるが、元来朝日系主導で開局した局であったこと、1年後に日本テレビ系列局の開局が内定していたこともあり、若干ANN系列に軸足が傾いた編成比率であったと言われている。

### クロスネット末期の曜日別レギュラー番組
- テレビ朝日系列の番組、   日本テレビ系列の番組
- 無印 → 同時ネット
- ★ → 時差ネット

|       | 月曜日                               | 火曜日                                    | 水曜日                                            | 木曜日                                  | 金曜日                                | 土曜日                        | 日曜日                                |
| ----- | ------------------------------------ | ----------------------------------------- | ------------------------------------------------- | --------------------------------------- | ------------------------------------- | ----------------------------- | ------------------------------------- |
| 19:00 | 赤い鳥のこころ （テレビ朝日）        | シャープ スターアクション! （日本テレビ） | 東芝ファミリーホール 特ダネ登場!? （日本テレビ★） | クイズタイムショック （テレビ朝日）     | 花の子ルンルン （テレビ朝日）         | 新・巨人の星II （日本テレビ） | ミュージック・ボンボン （読売テレビ） |
| 19:30 | 一休さん （テレビ朝日）              | それは秘密です!! （日本テレビ）           | 水曜スペシャル （テレビ朝日）                     | 木曜スペシャル （日本テレビ）           | 燃えろアタック （テレビ朝日）         | 土曜スペシャル （日本テレビ） | すばらしい世界旅行 （日本テレビ）     |
| 20:00 | NTV紅白歌のベストテン （日本テレビ） | 新五捕物帳 （日本テレビ）                 | 水曜スペシャル （テレビ朝日）                     | 木曜スペシャル （日本テレビ）           | ワールドプロレスリング （テレビ朝日） | 土曜スペシャル （日本テレビ） | 俺たちは天使だ! （日本テレビ）        |
| 21:00 | 月曜スター劇場 （日本テレビ）        | 半七捕物帳 （テレビ朝日）                 | 欽ちゃんの どこまでやるの!? （テレビ朝日）        | ナショナルゴールデン劇場 （テレビ朝日） | 金曜ロードショー （日本テレビ★）      | 土曜ワイド劇場 （テレビ朝日） | 日曜洋画劇場 （テレビ朝日）           |
| 22:00 | 大都会 PARTIII （日本テレビ★）       | プロポーズ大作戦 （朝日放送）             | 特捜最前線 （テレビ朝日）                         | 風花のひと （日本テレビ）               | 金曜ロードショー （日本テレビ★）      | 土曜ワイド劇場 （テレビ朝日） | 日曜洋画劇場 （テレビ朝日）           |

## 主な番組

### 現在放送している番組
［字幕]は字幕放送（文字多重放送）対応番組。

#### 自社制作番組

##### 報道・情報
- SATVニュース（月 - 金曜 11:42 - 11:45、月 - 木曜 23:10 - 23:15ほか）
- 月刊あさひテレビ通信→月刊静岡朝日テレビ通信（第1月曜 10:25 - 10:30→第1月曜 3:40 - 3:50→第1土曜 5:40 - 5:50）

##### 『とびっきり!しずおか』関連・姉妹・シリーズ番組
特別編成により放送時間の変動や番組休止等の詳細は「とびっきり!しずおか#放送中止・変更の備考」を参照。
- とびっきり!しずおか（[字幕] 月 - 金曜 16:40 - 19:00、『スーパーJチャンネル』〈17:50 - 18:15、ANN枠〉内包）
- とびっきり!しずおか 土曜版（[字幕] 土曜 9:30 - 13:30、『ANNニュース』〈11:45 - 11:58〉内包）
- とびっきり!しずおか 日曜版（日曜 15:20 - 17:30）
- とびっきり!プラス（日曜 11:30 - 11:50）※最終週は休止。
- とびっきり食堂（平日深夜・土曜 16:20 - 16:30、主に穴埋め番組として放送）
- 夜もとびっきり食堂（不定期深夜帯）
- とびっきり食堂サンデー（不定期日曜午後）

##### スポーツ
○は2020年9月からはサブチャンネル 052chにて放送。
- スポーツパラダイス（金曜 23:10 - 23:45）
- 静岡県中学1年生サッカー大会 WINNERSCUP
- しずぎんカップ 静岡県ユースU-11サッカー大会○
- 静岡マラソン（2014年、フルマラソン新設にともない、それまでの『静岡駿府マラソン』から改称）

2020年 - 2022年は新型コロナウイルス感染症の影響により大会自体が中止となった為、各年とも未放送。
2022年8月23日に新型コロナ、物価高の影響により実行委員会より大会の休止を発表。今後の影響が懸念される。
- リゾートトラストレディス（女子プロゴルフトーナメント。毎年5月開催。最終日はテレビ朝日系列全国ネットで放送）
- 全国高等学校野球選手権静岡大会
- 静甲・静岡スバルカップ争奪静岡県スポーツ少年団ソフトボール大会○
- クラストカップ争奪 リトルシニア南関東支部野球大会○
- しんきんカップ静岡県キッズU-10 8人制サッカー大会○
- パナホーム静岡カップ争奪静岡県ミニバスケットボール選手権大会

##### バラエティ
- 霜降り明星のあてみなげ（金曜 0:15 - 0:45〈木曜深夜〉）※動画配信サービス『TVer』『ABEMA』でも配信されている。
- 食彩県 しず岡紀旬便り〜今月の自慢食材〜（最終週日曜 11:00 - 11:45）

##### その他
- しずおかSORAさんぽ（基本的に金曜・土曜・日曜深夜ほか）（放送枠調整及びフィラー）
- いろどりナビ（月曜 - 金曜 13:45 - 13:49、月曜 1:00 - 1:10〈日曜深夜〉）
- 買いドキ!マーケット（火曜 9:55 - 10:25 ※休止週あり・不定期 平日4:50 - 4:55）
- 池上彰の発掘!静岡のチカラ（不定期水曜 18:57 - 19:54）
- ご当地グルメ探偵団（毎年1月2日放送。メ〜テレ、abn、HAB、UXとの共同制作、幹事局は年により異なる）[注 14][注 15]
  - 2021年以降は特番として制作されている。共同制作局は上記と同様。
  - 『ハッピーをお届け♡ニュース中部SHOW』（2023年放送分）から無料見逃し配信サービス「TVer」でも配信されていたほか制作局以外の一部テレビ朝日系列でも放送されている[25]、2024年末の『発掘!まちの金メダリスト～中部スゴ技グランプリ～』も一部テレビ朝日系列での放送や配信された。
- 東京一人暮らし（毎年2月放送。KFB、abn、HAB、UXとの共同制作、幹事局は年により異なる）
- この他、年に1回（毎年1月から2月頃）、日曜日の日中（13:55 - 15:20）に全国放送の特別番組を制作・放映している。2021年からはジャーナリストの池上彰司会によるリニア中央新幹線問題の特別番組を放送している[26][27]。

#### テレビ朝日系ローカルセールス
製作局の表記のないものはテレビ朝日製作。
太字は同時ネット。
- グッド!モーニング（[字幕] 月曜 - 金曜 4:55 - 8:00[注 16]、土曜 6:00 - 8:00、日曜 6:20 - 8:30）[注 17]
  - 2024年3月30日から｢週刊ニュースリーダー」の後番組として土曜の放送も開始。
  - 2024年10月6日から「サンデーLIVE!!」の後番組として日曜の放送も開始（前身番組「サンデーLIVE!!」と同様に5時50分 - 6時20分は非ネット）。
- 大下容子ワイド!スクランブル・第1部（[字幕] 月曜 - 金曜 10:25 - 12:00[注 18]）[注 19][注 20]
- これ余談なんですけど・・・（[字幕] 火曜 0:15 - 1:17〈月曜深夜〉、朝日放送テレビ制作）
- おぎやはぎのハピキャン（[字幕] 火曜 1:17 - 1:49〈月曜深夜〉、メ～テレ制作）
- Break Out（火曜 1:49 - 2:20〈月曜深夜〉）
- 有吉クイズ（[字幕] 水曜 0:15 - 0:45〈水曜深夜〉）
- あざとくて何が悪いの?（[字幕] 水曜 0:45 - 1:20〈火曜深夜〉）
- ぼる部屋（水曜 1:20 - 1:50〈火曜深夜〉、九州朝日放送制作）
- テレメンタリー（[字幕] 水曜 1:50 - 2:20〈火曜深夜〉、月曜 1:45 - 2:15〈日曜深夜〉）
- 朝メシまで。（[字幕] 水曜 19:00 - 20:00）
- 相席食堂（[字幕] 木曜 0:15 - 1:15〈水曜深夜〉、朝日放送テレビ制作）※2024年4月からネット再開
- 見取り図じゃん（[字幕] 木曜 1:15 - 1:45〈水曜深夜〉）
- ワールドプロレスリング（木曜 1:45 - 2:20〈水曜深夜〉）
- テレビ千鳥（[字幕] 金曜 1:15 - 1:45〈木曜深夜〉）
- musicる TV（金曜 1:45 - 2:15〈木曜深夜〉）
- ハマスカ放送部（[字幕] 土曜 0:45 - 1:15〈金曜深夜〉）[注 21]
- ラブ!!Jリーグ（[字幕] 土曜 1:15 - 1:30〈金曜深夜〉）[注 21]
- ひっかかりニーチェ（[字幕] 土曜 1:30 - 1:55〈金曜深夜〉）[注 21]
- 伊沢みなみかわのクイズに出ない世界（土曜 1:55 - 2:15〈金曜深夜〉）
- 探偵!ナイトスクープ（[字幕] 日曜 0:05 - 1:00〈土曜深夜〉、朝日放送テレビ制作）
- ジャイキリダイアン（日曜 1:00 - 1:25〈土曜深夜〉）
- 題名のない音楽会（[字幕] 日曜 5:50 - 6:20）[注 22]
- 教えて!ニュースライブ 正義のミカタ（朝日放送テレビ制作、日曜 10:00 - 11:30※最終週は休止）※2025年4月からレギュラー化、前日（土曜）放送分を放送。
- 夫が寝たあとに（[字幕] 月曜 0:10 - 1:10〈日曜深夜〉）
- なにわ男子の逆転男子（[字幕] 月曜 1:10 - 1:40〈日曜深夜〉）
- バスケ☆FIVE〜日本バスケ応援宣言〜（[字幕] 月曜 1:40 - 1:55〈日曜深夜〉）
- クロナダル（月曜 2:00 - 2:20〈日曜深夜〉）
- しくじり先生 俺みたいになるな!!（不定期放送）
- 新 鉄道・絶景の旅（BS朝日制作、不定期放送）[注 23]
- 魚が食べたい!〜地魚さがして3000港〜（BS朝日制作、不定期放送）[注 24]

##### 再放送・傑作選
- 傑作ワイド劇場（月曜 - 金曜 13:49 - 15:43 ※一部祝日は休止）[注 25][注 26]。
- 相棒セレクション（再放送 [字幕] 月曜 - 金曜 15:43 - 16:40）[注 27]

2024年11月13日から2025年1月7日まで『相棒セレクション』を休止し『劇場版ドクターX FINAL（12月6日）公開に合わせ、第1期（第1シーズン）から第7期（第7シーズン）までSATV側がセレクトした放送回の再放送を実施。
- ポツンと一軒家傑作選（[字幕] 土曜 15:25 - 16:25）

#### 他系列番組

##### テレビ東京系
- ポケモンとどこいく!?（日曜 5:20 - 5:50）[注 28]
- 世界!ニッポン行きたい人応援団（土曜 13:30 - 15:30）
- 何を隠そう…ソレが（日曜 14:27 - 15:20）
- 主治医が見つかる診療所（土曜午後に不定期放送）[注 29]

### 過去の番組

#### 自社制作番組
- チャオけんみんスタジオ（ツービートが週1回水曜日にレギュラー出演していた）
- はーい!二時半です
- おはようしずおか（1980年4月19日 - 2000年3月25日）
- 青春讃歌（県内の高校紹介）
- 朝です!しずおか（1987年3月31日 - 1992年3月27日）
- ViVa!Jリーグ
- 住まいの110番→エンジョイDIY（1983年 - 2017年9月30日）
- けんみんテレビニュース（1978年7月 - 1993年9月）
- ANNニュースイブニング静岡（1986年春 - 1987年秋、『ニュースレーダー』を内包した形式）
  - ニュースイブニング5:30（前身）
- ANNニュースレーダー（土日の県内ニュース）
- けんみんテレビニュースアイ（1987年10月 - 1989年3月）
- SKTニュースシャトル（1989年4月 - 1989年9月）
- SKT 600ステーションANN（1989年10月2日 -1991年3月29日）
- ステーションしずおか（1991年4月1日 - 1997年3月28日）
- ANNスーパーJチャンネルしずおか（1997年3月31日 - 2000年6月2日）
- おはようジュク
- おもしろカタログ
- おはようドレミ
- ドドドドTV（2005年4月2日 - 2006年3月25日）
- musicる TV@SHIZUOKA
- ミッドナイトA
- BAR 嫌われ野菜
- ピエール瀧のしょんないTV（2010年10月17日 - 2019年3月8日）[注 30][28]
- となりのスターさん・となりのスターさんぷらす（2021年4月 - 2022年3月）
- サタハピ しずおか（2015年4月 - 2019年3月）
- サタハピぷらす（2017年10月 - 2019年3月）
- スポパラサンデー（「とびっきり!サンデー」内の一コーナーに変更）
- ピンクス、コピンクス（不定期放送、「ピンクスCHANNEL」にて関連動画をインターネット配信[29] ）（ - 2019年4月）
- さわやか五郎のショールーム（2019年4月6日 - 9月28日）
- バズバラ!（2021年4月20日 - 6月25日）
- ぐるっと静岡シリーズ（2023年4月 - 2025年3月）
  - 静岡くまなくリサーチ 噂のご近所グルメ
  - どこ行く?しずおか旅
  - 厳選!静岡ウマいもの遺産
  - 仰天!静岡大盛りグルメ～名物店主に密着～
  - 料理人が潜入! しずおか名店グルメ
  - 静岡にハマった外国人〜広い世界でナゼココに〜
  - しずおか映え珍グランプリ　発見!スマホの中のストーリー
  - 静岡のおいしいパン屋さんがおススメ! 知る人ぞ知る絶品パン屋さん
  - 知る人ぞ知る! 静岡のご当地絶品ラーメン
  - 噂のご近所グルメ
  - 静岡で急増! 生前整理・遺品整理に密着
- はたらく私の未来。〜地域企業とつなぐ夢〜（ミニ番組）

#### 静岡けんみんテレビ（SKT）時代に放送していたテレビ朝日系の番組
★の番組は現在の静岡朝日テレビ（SATV）になってからもしばらくネットしていたもの。また、☆の番組については現在も放送中。
- 朝のANNニュース（現在は5:50 - 6:00に放送中）
  - ANNニュースセブン（静岡第一テレビ開局によりネット開始）→★ANNニュースフレッシュ
- ANNニュースライナー（現在の昼の『ANNニュース』枠）
- 平日夕方のANNニュース（現在の『スーパーJチャンネル』枠）
  - ANNニュースレーダー→ニュースシャトル→600ステーション→★ステーションEYE
- ★ニュースステーション（現在の『報道ステーション』枠）
- 週末最終版のANNニュース（現在の『サタデーステーション』と『サンデーステーション』枠）
  - ANNニュースファイナル（月 - 金曜版は1985年10月4日まで。静岡第一テレビ開局によりネット開始）→ナイトライン ANN→★ニュースフロンティア（土曜日）・スポーツフロンティア（日曜日）
- ★☆朝まで生テレビ!
- ★☆ザ・スクープ（全国ネットは2001年9月まで。2002年10月以降は単発番組）
- 平日朝のワイドショー（現在の『モーニングバード!』→『羽鳥慎一モーニングショー』枠）
  - モーニングショー（1978年10月2日より静岡放送から移行）→★スーパーモーニング（開始から半年後に社名と略称変更）
- 平日昼の情報番組枠（現在の『大下容子ワイド!スクランブル』枠）
  - アフタヌーンショー（1978年10月2日より静岡放送から移行）→なうNOWスタジオ→新アフタヌーンショー→布施明のグッDAY→欽ちゃんのどこまで笑うの?!→お昼のマイテレビ→ホットライン110番→森田健作の熱血テレビ→女38歳気になるテレビ→お昼の独占!女の60分→人間探検!もっと知りたい!!→★ザ・ニュースキャスター（開始から半年後に社名と略称変更）
- ★☆徹子の部屋（開局当初は平日 12:00 - 12:40に、1978年10月 - 1979年6月は平日 14:00 - 14:40に時差放送。静岡第一テレビ開局で同時ネットへ移行）[注 31]現在は13:00 - 13:30に放送。
- ★紺野美沙子の科学館
- ★あまから問答（総理府（現：内閣府）提供。開局時に静岡放送から移行）
- ★☆カーグラフィックTV（現在はBS朝日製作）
- ★☆題名のない音楽会
- まっ昼間!笑っちゃおう→週間漫画ゲラゲラ45→やすきよ笑って日曜日
- ★象印クイズ ヒントでピント（静岡第一テレビ開局当日にネット開始）
- 西部警察シリーズ（静岡ロケ=PART-II・第10話、第11話（1982年8月放送）およびPART-III最終回に制作協力）
- ★☆日曜洋画劇場
- 一休さん（1978年10月に静岡放送から移行）
- ★☆どーする?!TVタックル→ビートたけしのTVタックル
- 火曜9時枠時代劇（開局時に静岡放送から移行）
  - 江戸の鷹 御用部屋犯科帖（末期のみ）→破れ新九郎→半七捕物帳→江戸の牙→鬼平犯科帳/柳生あばれ旅→文吾捕物帳→柳生十兵衛あばれ旅
- 水曜スペシャル
- 欽ちゃんのどこまでやるの!?（開局時に静岡放送から移行）
- 特捜最前線（開局時にテレビ静岡から移行、静岡ロケ=第315話・第343話に制作協力）
- ただいま絶好調!（静岡ロケ=第21話に制作協力）
- ★☆水曜9時枠刑事ドラマ
  - 大都会25時→ベイシティ刑事→★はぐれ刑事純情派（静岡けんみんテレビとしては第6シリーズまでネット）/★さすらい刑事旅情編（静岡けんみんテレビとしては第5シリーズまでネット）
- ★☆クイズタイムショック（静岡けんみんテレビとしては田宮時代末期・山口時代・生島時代を放送。現在は年2・3回の単発番組）
- ★木曜8時枠時代劇（『名奉行 遠山の金さん』第5シリーズ放送中に社名と略称変更）
- キャンディ・キャンディ（1978年10月に静岡放送から移行、本来の放送枠である金曜19時は「走れ! ピンク・レディー」の時差放送のため、木曜 18:00 - 18:30に時差放送）→花の子ルンルン→魔法少女ララベル
- ★☆ドラえもん 1979 - 2005年（現在は土曜 17:00 - 17:30でドラえもん 2005年 - を放送中）
- ★メタルヒーローシリーズ（『ジャンパーソン』の終盤から社名と略称変更）
- ★☆クレヨンしんちゃん
- ★☆ワールドプロレスリング（開局時に静岡放送から移行）
- ★☆ミュージックステーション
- ★☆スーパー戦隊シリーズ（静岡放送から移行。『ダイレンジャー』の終盤から社名と略称変更。静岡第一テレビ開局前と開局後しばらくは金曜 18:00 - 18:30の時差ネットだった。）
- あばれはっちゃくシリーズ（静岡第一テレビ開局で同時ネット。静岡第一テレビ開局前は木曜 18:00 - 18:30に時差ネット。）
- ★土曜8時枠時代劇（静岡第一テレビ開局で同時ネット。『暴れん坊将軍V』の放送中に社名と略称変更）
- ★☆土曜ワイド劇場（開局時にテレビ静岡から移行）
- ★美少女戦士セーラームーンシリーズ（静岡けんみんテレビとしては『R』の69話までネット）
- ★料理バンザイ!（かとうかずこがアシスタントを担当していた頃に社名と略称変更）
- ★機動戦士Vガンダム（静岡けんみんテレビとしては26話までネット）
- ★勇者シリーズ（名古屋テレビ製作。静岡けんみんテレビとしては『マイトガイン』の32話までネット）
- ★サンデープロジェクト（テレビ朝日・朝日放送共同製作、現在の『日曜ワイド』→『サンデーステーション』枠）
- ★☆朝日放送テレビ制作土曜朝のワイドショー
  - おはようワイド・土曜の朝に→土曜だエブリバディ!→桂三枝のにゅーすコロンブス→海江田万里のパワフルサタデー→★☆朝だ!生です旅サラダ（『旅サラダ』の開始から半年後に社名と略称変更）
- シャボン玉プレゼント（静岡第一テレビ開局でネット開始、腸捻転時代は静岡放送で放送）→米朝・メイコの面白日本→板東英二のビデオ自慢→★金子信雄の楽しい夕食（朝日放送製作。→★『上沼恵美子のおしゃべりクッキング』現在の『DAIGOも台所〜きょうの献立何にする?〜』枠）
- ラブアタック!（朝日放送製作）
- ★☆新婚さんいらっしゃい!（朝日放送製作、1979年4月に静岡放送から移行。静岡第一テレビ開局で同時ネット。岡本夏生がアシスタントを担当していた頃に社名と略称変更）
- ★☆パネルクイズ アタック25（朝日放送製作。1975年4月 - 1978年3月にテレビ静岡で放送されていた。SKTへ移行するまでの4ヶ月間は未放映。開局当初 - 1979年6月は日曜 12:45 - 13:15に時差放送、静岡第一テレビ開局で同時ネット）[注 32]
- プロポーズ大作戦（朝日放送製作。開局時にテレビ静岡から移行）
- 霊感ヤマカン第六感（朝日放送製作、開局時に静岡放送から移行。静岡第一テレビ開局で同時ネット。最初期（腸捻転解消直前）は静岡放送で同時ネット）
- 三枝の国盗りゲーム（朝日放送製作。静岡第一テレビ開局で同時ネット）
- 金曜9時ドラマ（赤かぶ検事奮戦記、ザ・ハングマン、etc. 静岡第一テレビ開局で同時ネット開始。ネット開始当初は『続・おくどはん』の後半から）→素敵にドキュメント→★驚きももの木20世紀（朝日放送製作、『驚きももの木』の開始から半年後に社名と略称変更）（現在の『ミュージックステーション』枠）
- ★☆必殺シリーズ（朝日放送製作、1979年4月に静岡放送から移行。静岡第一テレビ開局で同時ネット。静岡けんみんテレビとしては『仕事人・激突!』までネット）
- ★GS美神（朝日放送製作、静岡けんみんテレビとしては24話までネット。）
- 世界一周双六ゲーム（朝日放送製作）

#### テレビ東京系列の番組
製作局の表記のない番組はテレビ東京制作。
アニメ
- 伝説巨神イデオン（劇場版公開時のリピート。本放送はテレビ静岡で放送）
- 太陽の牙ダグラム
- ジャングル大帝（1989年版）
- 天空戦記シュラト
- モジャ公
- 遊☆戯☆王シリーズ（『遊☆戯☆王デュエルモンスターズGX』と『遊☆戯☆王ZEXAL』以降の作品は県内未放送）
  - 遊☆戯☆王デュエルモンスターズ（途中打ち切り）
  - 遊☆戯☆王5D's
- ベイブレードシリーズ（『メタルファイト ベイブレード』はテレビ静岡で放送）
  - 爆転シュート ベイブレード
  - ベイブレードバースト
- ロックマンエグゼ（第1シリーズのみ放送）
- わがまま☆フェアリー ミルモでポン!シリーズ
- コロッケ!
- ケロロ軍曹（劇場版公開時に傑作選として一部の回のみ放送。ただし2009年・2010年は除く）
- ギャグコロスタジオ
- MÄR -メルヘヴン-
- D.Gray-man（第1作）（途中打ち切り）
- ハヤテのごとく!（第1期のみ放送）
- 絶対可憐チルドレン
- クロスゲーム
- リルぷりっ
- うちの3姉妹 おかわりぱれたい（途中打ち切り）
- ダンボール戦機[注 33]
- 爆丸バトルブローラーズ ガンダリアンインベーダーズ
- 超ロボット生命体 トランスフォーマー プライム（テレビ愛知制作）
- アイカツ!（途中打ち切り）[注 34]
- プリパラ（第2期のみ放送）[注 35]
- カードファイト!! ヴァンガード（2018年版）（『続・高校生編』および『新右衛門編』はテレビ愛知制作）[注 36]

ドラマ（特撮含む）
- 超星神シリーズ
  - 超星神グランセイザー
  - 幻星神ジャスティライザー
  - 超星艦隊セイザーX
- あばれ八州御用旅（第1・第2シリーズのみ放送）
- 山崎豊子原作 二つの祖国
- 女と愛とミステリー
- 『金曜8時のドラマ』枠
  - 刑事吉永誠一 涙の事件簿シリーズ
  - 三匹のおっさんシリーズ
  - マルホの女〜保険犯罪調査員〜
  - ラスト・ドクター〜監察医アキタの検死報告〜
  - 新・刑事吉永誠一
  - 釣りバカ日誌（濱田岳主演のテレビドラマシリーズ）
  - 警視庁ゼロ係〜生活安全課なんでも相談室〜シリーズ
  - ドクター調査班〜医療事故の闇を暴け〜
  - ヤッさん〜築地発!おいしい事件簿〜
  - ユニバーサル広告社〜あなたの人生、売り込みます!〜
  - 特命刑事 カクホの女
  - 執事 西園寺の名推理
  - 駐在刑事
  - 記憶捜査〜新宿東署事件ファイル〜
  - 嫌われ監察官 音無一六（連続ドラマ版）
  - らせんの迷宮～DNA科学捜査～
  - 警視庁強行犯係・樋口顕シリーズ
- 『ドラマ8』枠
  - 機捜235×強行犯係・樋口顕
  - ブラックポストマン
  - ジャンヌの裁き
- 『ドラマBiz』枠
  - リーガル・ハート〜いのちの再建弁護士〜
  - 病院の治しかた〜ドクター有原の挑戦〜
- 『ドラマプレミア10』枠
  - 共演NG
- アラサーちやん 無修正

その他
- THE フィッシング（テレビ大阪制作、SBSへ移行も途中打ち切り）
- クイズところ変れば!?（テレビ静岡からネット移行）
- あっぱれ!日本一
- 出没!アド街ック天国（テレビ静岡からネット移行、現在はSBSで放送）
- MUSIX!
- TVチャンピオン
  - TVチャンピオン2
  - チャンピオンズ〜達人のワザが世界を救う〜
- お茶の間の真実〜もしかして私だけ!?〜
- ちょこっとイイコト 〜岡村ほんこん♥しあわせプロジェクト〜
- お金がなくても幸せライフ がんばれプアーズ!
- タモリの音楽は世界だ（第2期）
- 決戦!クイズの帝王
- たけしの誰でもピカソ
- たけしのニッポンのミカタ! （途中打ち切り→2016年10月13日から再開→2020年9月再び打ち切り）
- 遠藤淳（途中打ち切り）
- ポケモン☆サンデー
  - ポケモンスマッシュ!
  - ポケモンゲット☆TV
  - ポケモンの家あつまる?
  - 現在放送中の『ポケモンとどこいく!?』の前身番組
- 太一×ケンタロウ 男子ごはん（途中打ち切り、のちにテレビ静岡 → 静岡第一テレビへ移行も打ち切り）
- くだまき八兵衛 → くだまき八兵衛X
- 家族になろう（よ）
- 腹ペコ!なでしこグルメ旅 → ブラマリのいただきっ!（途中打ち切り）
- モヤモヤさまぁ～ず2（途中打ち切り、後に静岡第一テレビで放送も打ち切り、現在はテレビ静岡で不定期放送）
- ゴッドタン（途中打ち切り、現在はSBSで放送）
- じっくり聞いタロウ〜スター近況（秘）報告〜（途中打ち切り、番組自体は継続中）
- THEカラオケ★バトル（途中打ち切り、番組自体は継続中、現在はテレビ静岡で放送）
- 日経スペシャル ガイアの夜明け（途中打ち切り、番組自体は継続中、2022年10月2日 - 2023年3月26日。2024年3月16日からテレビ静岡で不定期放送）

#### その他の番組
- 少年アシベ2 (静岡放送では未放送だった。)
- BanG Dream!シリーズ（「It's MyGO!!!!!」は静岡放送で放送。TOKYO MX制作委員会参加作品）
- ラブライブ!虹ヶ咲学園スクールアイドル同好会（第1期のみ。2期は静岡放送で放送。）
- D4DJ First Mix
- アサルトリリィ BOUQUET（TBSテレビ制作委員会参加、本来の系列局ではなく当局で放送された）

#### 静岡第一テレビ開局まで放送していた日本テレビ系の番組
- 24時間テレビ 「愛は地球を救う」（第1回のみ参加[注 37]）
- NNNおはよう!ニュースワイド
- NNN朝のニュース
- 読売新聞ニュース（夕刊17時50分から時差放送）
- NNNニューススポット（月・火・木・土・日曜に放送）
- NNNきょうの出来事（現在SDTで放送中の『news zero』の前身番組）
- 11PM
- ミセス&ミセス→ルックルックこんにちは（9時30分からの時差放送）
- ロンパールーム
- ご存じですか
- ごちそうさま
- おしゃれ
- TVジョッキー
- 笑点（静岡放送からネット移行、静岡第一テレビ開局直前の3か月間のみ月曜 24:20 - 25:00に放送。番組自体は現在も静岡第一テレビで放送中。）
- すばらしい世界旅行（開局時に静岡放送からネット移行）
- 日曜20時台枠
  - 青春ド真中!（後期のみ）→西遊記→俺たちは天使だ!（前期まで）
- 桃太郎侍（静岡放送から移行。平日15時枠にて未放映分を含めて集中放送したあと、静岡第一テレビでの同時ネットに繋いだ）
- NTV紅白歌のベストテン
- シャープ・スターアクション!（1978年10月に静岡放送からネット移行）
- それは秘密です!!
- 新五捕物帳
- 東芝ファミリーホール特ダネ登場!?（開局時に静岡放送からネット移行。本来の時間帯では「水曜スペシャル」を同時ネットしていたため30分先行ネット）
- 木曜スペシャル
- 水曜ロードショー（タイトルを『金曜ロードショー』に変更して時差ネットしていた、番組自体は静岡第一テレビで継続中）
- 新・エースをねらえ!
- 土曜スペシャル
- 全日本プロレス中継（開局時にテレビ静岡からネット移行、1979年3月までネットし、その後は放送打ち切り）
- 宝島（同時ネットだった。）
- 独占!!スポーツ情報
- にっぽんレポート
- チャンピオンズゴルフ
- 世界にかける橋
- 大追跡→大都会 PARTIII（月曜 22:00 - 22:54の時差ネット。）
- 月曜スター劇場（時差ネット）
- お笑いマンガ道場（中京テレビ製作、テレビ静岡からネット移行、テレビ静岡で放送する以前は静岡放送で放送していた）
- よみうりテレビ制作木曜9時枠連続ドラマ（当時）
  - 空は七つの恋の色（後期のみ）→恋人たちの垣根→そっとさよなら（前期まで）
- 読売テレビ制作土曜夜7時枠のアニメ（当時）
  - 宇宙戦艦ヤマト2→新・巨人の星II
- びっくり日本新記録（静岡放送からネット移行）→ミュージック・ボンボン（よみうりテレビ製作）
- 消えた巨人軍（1978年10月より遅れネット）

## チャンネル

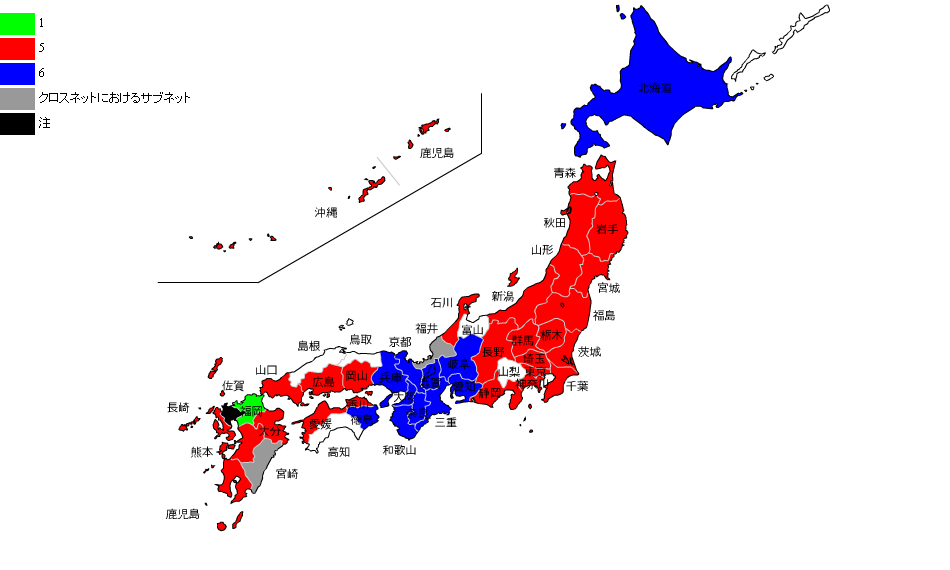
テレビ朝日系列のリモコンキーID地図

### デジタル放送
- 送信所：静岡 物理チャンネル18ch
- コールサイン：JOSI-DTV
- リモコンキーID：5
- 3桁：051、052、053、058（臨時用）、651（ワンセグ用）。

### 中継局
中部（静岡市、志太・榛原）
玉川 23ch
清沢 23ch
井川 23ch
静岡大原 27ch
藤枝 29ch
藤枝葉梨 23ch
藤枝堀之内 23ch
岡部 23ch（垂直偏波）
島田 18ch
島田伊太 49ch
川根 27ch
中川根 33ch
本川根 39ch
中川根徳山 27ch
相良 43ch（垂直偏波）
西部（中東遠、浜松市・湖西市）
浜松 23ch
三ヶ日 49ch
佐久間 23ch
東佐久間 42ch
天竜横山 18ch
天竜船明 18ch
水窪 33ch
秋葉 27ch
春野 39ch
南春野 46ch
龍山 33ch
湖西 43ch
森 18ch
掛川家代 33ch
小笠 23ch
袋井 46ch
三ヶ日都筑 44ch
東部（伊豆、駿東・富士・三島・沼津）
富士宮 23ch
富士川 37ch
芝川柚野 42ch（垂直偏波）
芝川内房 42ch
白糸 36ch（垂直偏波）
十里木 50ch
御殿場 14ch
小山須走 32ch
三島 23ch
伊豆（田方・熱海・伊東・賀茂）
伊豆長岡 18ch
修善寺 14ch
湯ヶ島矢熊 49ch
湯ヶ島大滝 49ch
中伊豆 36ch（垂直偏波）
中伊豆地蔵堂 51ch（垂直偏波）
中伊豆姫之湯 42ch（垂直偏波）
熱海 14ch
熱海網代 44ch
伊東宇佐美 36ch（垂直偏波）
伊東小室山 44ch
東伊豆 44ch
河津 18ch
下田 14ch
下田稲梓 14ch
下賀茂 18ch
伊豆東海岸 20ch - 域外中継局。東京都大島町に所在。

### アナログ放送のチャンネル（参考）
2011年7月24日廃止時点
- 静岡市
  - 静岡 JOSI-TV 33ch
  - 静岡麻機 59ch
  - 静岡賤機 42ch
  - 静岡瀬名 50ch
  - 静岡羽鳥 60ch（垂直偏波）
  - 玉川 60ch
  - 清沢 37ch
  - 井川 59ch
  - 静岡大原 59ch
  - 静岡籠上 41ch
  - 静岡丸子 26ch（垂直偏波）
  - 清水興津 42ch
- 志太・榛原
  - 藤枝 26ch
  - 藤枝葉梨 57ch
  - 藤枝堀之内 28ch
  - 岡部 62ch（垂直偏波）
  - 島田 50ch
  - 島田伊太 32ch
  - 島田川根 60ch
  - 中川根 42ch
  - 中川根徳山 51ch
  - 本川根 60ch
  - 相良 60ch（垂直偏波）

- 中東遠
  - 御前崎浜岡 59ch
  - 小笠 53ch
  - 森 46ch
  - 磐田見付 59ch
  - 掛川桜木 59ch
- 浜松市・西遠
  - 浜松 28ch
  - 三ケ日 45ch
  - 佐久間 53ch
  - 東佐久間 39ch
  - 天竜 38ch
  - 天竜横山 58ch
  - 天竜船明 39ch
  - 浜松阿蔵 53ch
  - 水窪 38ch
  - 秋葉 59ch
  - 春野 45ch
  - 南春野 33ch
  - 龍山 40ch

- 駿東・富士
  - 富士宮 29ch
  - 富士川 32ch
  - 芝川柚野 57ch（垂直偏波）
  - 芝川内房 36ch
  - 御殿場 43ch
  - 三島 57ch
- 伊豆
  - 伊豆長岡 54ch
  - 修善寺 42ch
  - 伊豆茅野 54ch
  - 中伊豆 26ch（垂直偏波）
  - 伊豆小土肥 43ch
  - 熱海 41ch
  - 東伊豆 35ch
  - 河津 42ch
  - 下田 45ch
  - 下田稲梓 23ch・55ch（55chはデジタル在京キー局混信対策）
  - 下賀茂 45ch

## アナウンサー

### 男性
- 1991年 石田和外（静岡県民放送時代から在籍）〈エグゼクティブアナウンサー〉
- 1994年 伊地健治〈エグゼクティブアナウンサー〉
- 2018年 片山真人（文化放送から移籍）、須藤誠人
- 2019年 林輝彦（山梨放送から移籍）
- 2023年 能地優
- 2024年 齋藤諒
- 2025年 片寄翔太

### 女性
- 2007年 橋本ありす〈アナウンス部長〉
- 2021年 白木愛奈
- 2022年 栗田麻理、笹村朱里
- 2023年 嶋田光希、堀優奈
- 2024年 大場舞桜、古賀りな
- 2025年 植田結衣子、佐々木沙羅

### 異動したアナウンサー

#### 男性
- 1987年
  - 杉本孝一（ディレクター採用で入社。1990年代[いつ?]から2017年4月まで制作部とアナウンス部を兼務）
- 2001年
  - 古川興二（ - 2016年3月。岩手めんこいテレビから移籍）
  - 伊地健治（2016年4月に現場復帰し、『とびっきり!しずおか』で全曜日コメンテーター兼情報局担当。編成部などを経て、アナウンス部長を務める。2022年3月からエグゼクティブアナウンサー）

#### 女性
- 1986年
  - 中野佳也子（2014年3月までアナウンス部担当部長。2014年4月に編成業務局編成部に異動。）
- 1990年
  - 橘尚代（報道記者）
- 2016年
  - 佐野伶莉（ - 2025年3月）

### 退社したアナウンサー

#### 男性
- 1983年
  - 大長克哉（制作部門在籍時に『とびっきり!しずおか』の初代司会を務める。その後編成部長、制作部長、報道制作局長、役員待遇編成業務局長を経て、2018年6月より取締役、現：大道芸ワールドカップ事務局長、Cafe Soraniwa（静岡市）オーナー[30]）
- 1989年
  - 遠藤行洋[31]（ - 2000年、元・北海道テレビ放送、元・静岡県議会議員。2009年まで『リゾートトラストレディス』の実況を担当していた）
- 1998年
  - 中嶋労
- 2010年
  - 福田大二朗（鹿児島放送へ移籍）
- 2011年
  - 村田智啓（ - 2019年3月）
- 2013年
  - 出原大樹（4月入社、 - 2017年12月）
- 2015年
  - 白田裕太郎（4月入社、 - 2017年秋）
- 秋山修
- 高橋圭太（退社後IBC岩手放送、茨城放送を経て、2020年4月から2021年3月まで地元局秋田テレビで活動）
- 松下豊
- 森脇健仁（制作部への異動後に退社。その後は番組制作会社勤務を経てフリーのディレクターとなる）
- 渡邊哲夫（テレビ熊本から移籍。退社後、フリーアナウンサーへ転向）

#### 女性
- 1990年
  - 小泉真紀子（クリエイションともだち静岡オフィス所属）
- 1993年
  - 片川乃里子（フリーアナウンサー協同組合→株式会社舎鐘所属 ）
  - 武田川彩子（テレビ神奈川へ移籍）
- 1994年
  - 原田裕見子（ - 2006年。フリーアナウンサー協同組合→株式会社舎鐘所属）
- 1995年
  - 久保田真弓
- 1997年
  - 高橋美帆
- 1998年
  - 高木千亜紀（ - 2011年。現・アビスパ福岡広報）
- 2001年
  - 川村綾（1月入社、 - 2010年1月。退社後はフリーアナウンサーへ転向し、その後稲城市議会議員に当選）
- 2004年
  - 三ツ木麻喜（ - 2009年12月）
- 2009年
  - 横田真理子（ - 2016年3月。元・NHK甲府放送局キャスター）
- 2010年
  - 広瀬麻知子（ - 2020年4月）
  - 森直美（ - 2020年6月）
- 2012年
  - 柘植瑞季（ - 2013年5月。元NHK津放送局キャスター）
  - 牧野結美（ - 2015年2月）
- 2014年
  - 相場詩織（ - 2016年2月）
  - 赤間優美子（ - 2019年3月）
- 2016年
  - 堺瞳（ - 2019年3月。元・西日本放送、現・株式会社舎鐘所属）
- 2017年
  - 宮﨑玲衣（ - 2025年1月。現・吉本興業所属）
- 2019年
  - 北川彩（ - 2023年。セント・フォース所属。派遣契約）
  - 久保円華（ - 2024年3月。セント・フォース所属。派遣契約）
  - スミス春子（ - 2023年）（現：ジョイスタッフ所属）
- 2020年
  - 中野結香（ - 2021年9月）[32][33]
  - 松田和佳（ - 2022年10月）
- 2021年
  - 西尾梓（ - 2024年1月）
- 相川香（ボイスアルファ所属。ochaプランナー）
- 井上秀美
- 梅原克江
- 片倉利枝
- 加藤純子（アナウンスハウス所属）
- 坂井仁美（退社後、フリーアナウンサーへ転向）
- 新貝雪子
- 松尾美歌（オフィスキイワード所属）
- 横山悦子

## 情報カメラ
情報カメラ（お天気カメラ）を在静のテレビ局としては比較的早くから設置していた。『静岡朝日テレビ二十年史』によると、開局5周年記念事業の一つとして1983年（昭和58年）に静岡ターミナルホテル（当時。現在のホテルアソシア静岡）の屋上に設置された。同ホテルの開業に合わせて稼働できるよう、ホテル側と交渉を進めていたといい、同年9月12日に運用を開始した。
在静テレビ局としては静岡放送（本社屋上、1977年（昭和52年）12月設置）に次いで2例目（テレビ朝日系列でもテレビ朝日、朝日放送に次いで3例目）の設置となった。なお、比較的早い時期に情報カメラを設置したのは、東海地震対策であったという。この情報カメラはハイビジョン対応への改修を経て、2023年（令和5年）1月時点でも同じ場所で運用を続けている。

### 情報カメラ設置地点
- 伊東（伊東市役所）
- 沼津（NTT新沼津ビル）
- 由比（静岡市清水区由比・望月食品工業本社屋上）
- 清水（清水区役所、臨港道路沿い）
- 静岡駅前（静岡駅北口・ホテルアソシア静岡屋上）
- 静岡空港（2009年6月4日から稼動）
- 浜岡（浜岡原発対応）
- 浜松（ホテルコンコルド浜松屋上）

## キャッチコピー
- みんなのテレビ。けんみんテレビ （開局当時）
- 感動交響局（1993年（平成5年）。開局15周年記念）
- 新しい「朝日」です。（1993年（平成5年）。社名変更時）
- ヨッシャー!
- アッ!と言ったらあさひテレビ
- あさひる、バンバン
- 家族の中にあさひテレビ。30周年のありがとう。（2008年（平成20年）。開局30周年を記念して制定）
- 家族の中にあさひテレビ（2009年（平成21年） - 2012年（平成24年））
- （あさひテレビに）おまかせっ!（2012年（平成24年） - 2016年（平成28年））
- 39＼サンキュー／→40＼フォーオール／今年39周年、来年40周年。（2017年（平成29年））
- テレベンチャー!40thあさひテレビ（2018年（平成30年）。開局40周年記念）

## マスコットキャラクター
2023年（令和5年）現在、制定されたものはなく、テレビ朝日系列では唯一、正式なマスコットキャラクターが存在しない。
以前のマスコットキャラクターは、初代がケツァールという鳥をモチーフにした「アーサー」で、1993年（平成5年）10月1日の社名変更時に制定した。アーサーのデザインはイラストレーターの坂井永年（静岡市葵区出身）。
2代目はプライズ機（ガチャなど）の景品を入れるカプセル（カプセルトイ）をモチーフにした「ココマル」（2005年（平成17年）3月末、愛称「あさひテレビ」の制定時にデビューした）。2010年（平成22年）4月からは、黒いキャラクターの「デビマル」も登場した。この2体のキャラクターは2020年（令和2年）3月31日に使用を終了している。その後、社屋壁面（ドラえもんからの置き換え。2021年（令和3年）3月に撤去）や同局の報道取材ヘリコプターに掲示されていたもの、キャラクター紹介ページなども順次撤去・削除されていった。

## SunSetTV
若手社員発のインターネットテレビ局として、YouTubeチャンネルを開設。2015年（平成27年）1月30日に開始し、2020年（令和2年）3月31日終了 した。開設当時は、既存のテレビ局に対する「反逆」をキーワードとしていた。
オリジナル番組を中心に配信し、一部番組は再編集されて同局で地上波放送された 。また『霜降り明星のパパユパユパユ』は、『霜降り明星のあてみなげ』として、2019年（平成31年）4月より地上波レギュラー化された。同番組は、現在TVer等でエリア外に向け配信されている。
早期より、お笑い第七世代の起用や有名YouTuberと共演するなど注目されてきたが、2020年（令和2年）3月31日をもって終了がアナウンスされた。終了後、同年7月に予告なく『LOOK』と名称変更されるも、目立った更新は見られていない。2021年（令和3年）4月、同局では「バズバラ!」（2021年4月 - 6月）が放送されるも、『SunSetTV』とは無関係と考えられる。

### 第一期（2015年1月 - 2015年7月）
若手社員がプロジェクトを担当。マルチクリエイターのスズムと同局アナウンサーの相場詩織（2014年 - 2016年2月退職）が共演する『SunSetTV』と、株式会社KADOKAWAと共同でショートアニメーション『BAR 嫌われ野菜』の配信を開始した。

### 第二期（2015年8月 - 2016年4月）
配信休止期間を経て、プロジェクトが再始動される。Twitter漫画家のアーノルズはせがわを迎え『SunSetTV動画』として再スタート。動画に加え、『BAR 嫌われ野菜』を中心とした漫画コラムコンテンツを配信。

### 第三期（2016年5月 - 2018年5月）
これまでの若手社員のプロジェクトから、担当者が変更となる。SunSetTVの中心となる番組が立ち上がり、若年層を中心に一定の支持を得られる。お笑い芸人の起用やYouTuberとの共演、他メディアとのコラボ企画が展開された。霜降り明星をはじめとしたお笑い第七世代の冠番組や、第二期より引き続き出演したアーノルズはせがわは、はじめしゃちょーをはじめとしたYouTuberと共演している。
- アーノルズはせがわの4コマ道中膝栗毛（2016年5月 - 2018年12月、主演：アーノルズはせがわ、ゲスト：おるたなchanel等）
- Aマッソのゲラニチョビ（2016年9月 - 2020年3月、2016年12月『マジカル・オオギリー・ツアー』地上波放送、主演：Aマッソ、ゲスト：フワちゃん、EXIT、ZAZY等）[41]
- はじめしゃちょーとアーノルズはせがわのしぞーかクエスト（2017年1月-2017年2月、2017年2月地上波放送、主演：はじめしゃちょー、アーノルズはせがわ）
- バッドナイスのドッキリレシピ（2017年5月 - 10月、2018年1月地上波放送、主演：バッドナイス）
- 霜降り明星のパパユパユパユ（2017年9月 - 2019年7月、2019年4月より「霜降り明星のあてみなげ」として地上波レギュラー、主演：霜降り明星）
- k-mix イケボラジオストーリーズ（2017年1月 - 4月、毎週金曜日22時55分からk-mixでも放送、出演：内田雄馬、細谷佳正、柿原徹也）
- LIG 旅と音楽（2016年10月 - 2017年3月、LIGブログにも掲載）

### 第四期（2018年6月 - 2020年6月）
担当者が変更。「Aマッソのゲラニチョビ」や「霜降り明星のパパユパユパユ」は継続されるも、新規番組は減少した。また、一部番組がDVD化された。
- トンツカタン森本とフワちゃんのBFF（2019年1月 - 2019年3月、主演：トンツカタン森本、フワちゃん）
- とびだせ!ゲーム人間（2019年3月 - 2019年6月、主演：アーノルズはせがわ）
- かが屋の最悪な予定（2019年11月 - 2020年1月、主演：かが屋）[42]

### 映像作品
- 霜降り明星のパパユパユパユDVDスペシャル（2019年6月12日、よしもとミュージック）
- Aマッソのゲラニチョビ マジカル・オオギリー・ツアー～ディレクターズカット版～（2019年11月27日、コンテンツリーグ）

## 付記・その他
- シンボルマークは、渦巻の周囲にギザギザの線が3箇所ついたもの。社名変更当時のキャラクターである「アーサー」（先述）のイメージを図案化したもの。
- 神奈川県の独立局、テレビ神奈川（tvk）と社業全般にわたり提携。ANN系列では名古屋テレビ（メ〜テレ）に次いで2局目。
- 本社が静岡市葵区七間町から移転した際、それを告知するCMを制作したが、そのCMには聖飢魔IIがノーギャラで出演している（「ふるさと総・世紀末計画」の一環）。
- 2008年（平成20年）頃から首都圏で行われるクリエティブマン主催のロックイベント（『サマーソニック』、『LOUD PARK』など）にテレビ朝日と共催（共同主催）することが多い。
- 2015年（平成27年）から静岡市清水区でクリエイティブマンと共催のロックイベント『マグロック』を開催も、2020年（令和2年）以降新型コロナウイルス感染症の影響で未開催[43]。

## 参考資料
- 二十年史編集事務局編集『明日へ翔ぶ－静岡朝日テレビ二十年史－』静岡朝日テレビ、1998年9月。
- “静岡けんみんテレビクロスの時代”. 2014年6月8日閲覧。 - けんみんテレビ時代NNNとクロスネットしていた頃の事を扱ったページ